# Oldbury, West Midlands
Oldbury är en stad i distriktet Sandwell i grevskapet West Midlands i Storbritannien, 8 kilometer västnordväst om Birmingham. Staden hade 45 187 invånare år 2021.
Oldbury är omgivet och järn- och kolfyndigheter och var tidigare känt för stålverk, kemisk industri och tillverkning av järnvägsvagnar.
Oldbury var en civil parish 1866–1966 när blev den en del av Warley, Halesowen och West Bromwich. Civil parish hade 53 948 invånare år 1961. Oldbury var ett distrikt 1894–1966 när blev den en del av Warley, Halesowen och West Bromwich.